# Castello di Berceto
Il castello di Berceto è un maniero medievale i cui resti sorgono sul margine settentrionale del centro storico di Berceto, in provincia di Parma.

## Storia
L'originario castello fu edificato nel 1221 da parte del Comune di Parma, col consenso della diocesi di Parma.
Nel 1252 l'edificio fu espugnato dai ghibellini parmigiani, aiutati da Oberto II Pallavicino, ma fu presto riconquistato dai guelfi.
Nel 1308 i Rossi e i Meli, banditi da Parma da Giberto III da Correggio, si rifugiarono nel maniero, ma ne furono presto scacciati dai bercetesi.
Nel 1313 le truppe dell'imperatore del Sacro Romano Impero Enrico VII di Lussemburgo assaltarono e incendiarono il borgo di Berceto e il suo castello, consegnandone le rovine al cardinale Luca Fieschi. Nel 1331 il re Giovanni I di Boemia, figlio di Enrico VII, investì del feudo i fratelli Rolando, Marsilio e Pietro Rossi; tuttavia, nel 1336 il Comune di Parma assegnò il maniero ad Azzo da Correggio, che ne prese possesso l'anno successivo scacciandone, con l'aiuto degli Scaligeri, il castellano Rossetto Rossi.
Negli anni successivi la fortezza rientrò nelle mani dei conti Rossi e nel 1413 vi nacque il celebre condottiero Pier Maria II. Tuttavia nel 1420 il castello fu conquistato dalle truppe del duca di Milano Filippo Maria Visconti, che impose alla comunità di Berceto di rinforzarlo e rifornirlo di munizioni.
Nel 1441 Pier Maria II de' Rossi riacquistò dal Visconti il feudo; nel 1449 il vescovo di Parma Delfino della Pergola rivendicò il possesso di Berceto, ma Francesco Sforza confermò l'investitura al Rossi, che negli anni seguenti abbellì e rinforzò notevolmente la struttura. Nel 1482, alla morte di Pier Maria II, il castello fu ereditato da suo figlio Bertrando, che, alleatosi con gli Sforzeschi contro il fratello Guido durante la guerra dei Rossi, nel 1490 si vide confermato da Ludovico il Moro il possesso del feudo insieme a quello delle altre rocche appenniniche. Nel 1494 il conte vi ospitò il re di Francia Carlo VIII e il duca di Milano Ludovico il Moro durante la spedizione volta alla conquista del regno di Napoli e l'anno successivo nuovamente il re al suo rientro, poco prima della battaglia di Fornovo. Nel 1496 Bertrando Rossi vi accolse inoltre l'imperatore Massimiliano I d'Asburgo.
Alla morte di Bertrando, avvenuta nel 1502, il castello e il feudo furono ereditati dal nipote Troilo I de' Rossi e annessi alla contea di San Secondo insieme alle altre rocche appenniniche in suo possesso.
Nel 1635 il duca di Parma Odoardo I Farnese bandì dallo Stato il marchese Troilo IV de' Rossi e confiscò tutte le sue terre; nel 1657 il fratello Scipione I riuscì con l'aiuto del re Filippo IV di Spagna a convincere il duca Ranuccio II ad annullare il decreto del 1635, a fronte tuttavia di un pesantissimo indebitamento; di conseguenza nel 1666 il marchese fu costretto a vendere Berceto e gli altri feudi appenninici alla Camera ducale di Parma, che nel 1707 alienò il castello ai marchesi Boscoli, permutandolo con quello di Ravarano; nel 1736 subentrarono i conti Tarasconi Smeraldi, che lo mantennero fino all'abolizione dei diritti feudali decretata da Napoleone nel 1805. Già all'epoca, tuttavia, parte della struttura era in rovina, mentre si conservava ancora integra la porzione occidentale. Nei decenni successivi il degrado aumentò e la porzione non troppo deteriorata fu adibita a carcere, mentre il resto del castello iniziò ad essere utilizzato come cava di pietre dagli abitanti di Berceto, che utilizzarono i blocchi per la costruzione di numerose abitazioni del borgo. In seguito furono chiuse anche le prigioni e l'area fu spianata per ospitare dapprima un cimitero e in seguito un campo da calcio e un parco giochi.
Nel 2004 furono avviati i primi scavi per riportare alla luce le rovine dell'antica fortezza, irrimediabilmente sepolta nella porzione settentrionale sotto gli edifici adiacenti; furono inoltre realizzate rampe e passerelle per consentire la visione di tutte le rovine; al termine dei lunghi lavori, il castello fu trasformato in un parco archeologico all'aperto, esposto tuttavia alle intemperie, tanto da causare nel 2011 il crollo di uno degli archi interni.

## Descrizione

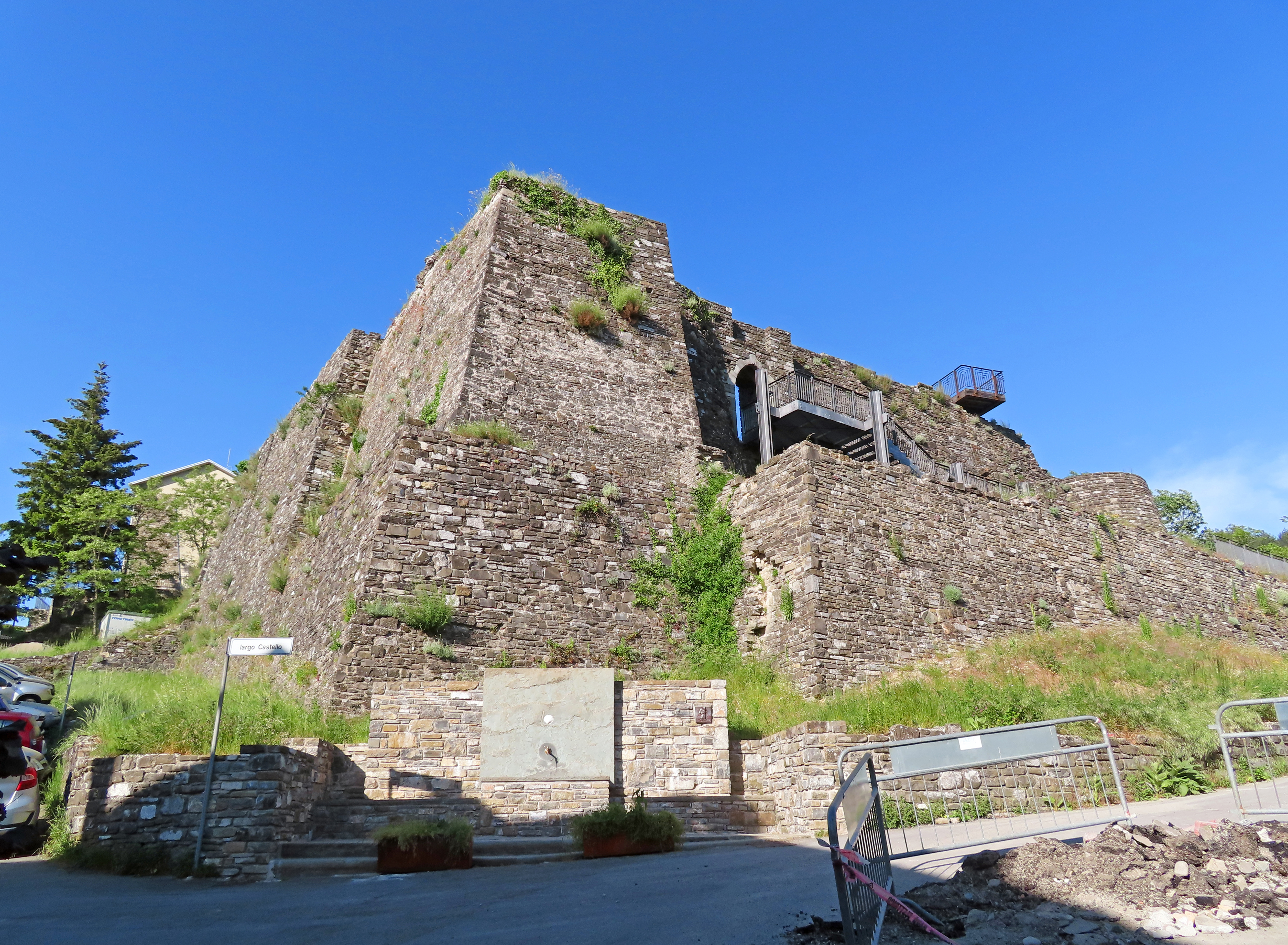
Facciata e lato ovest

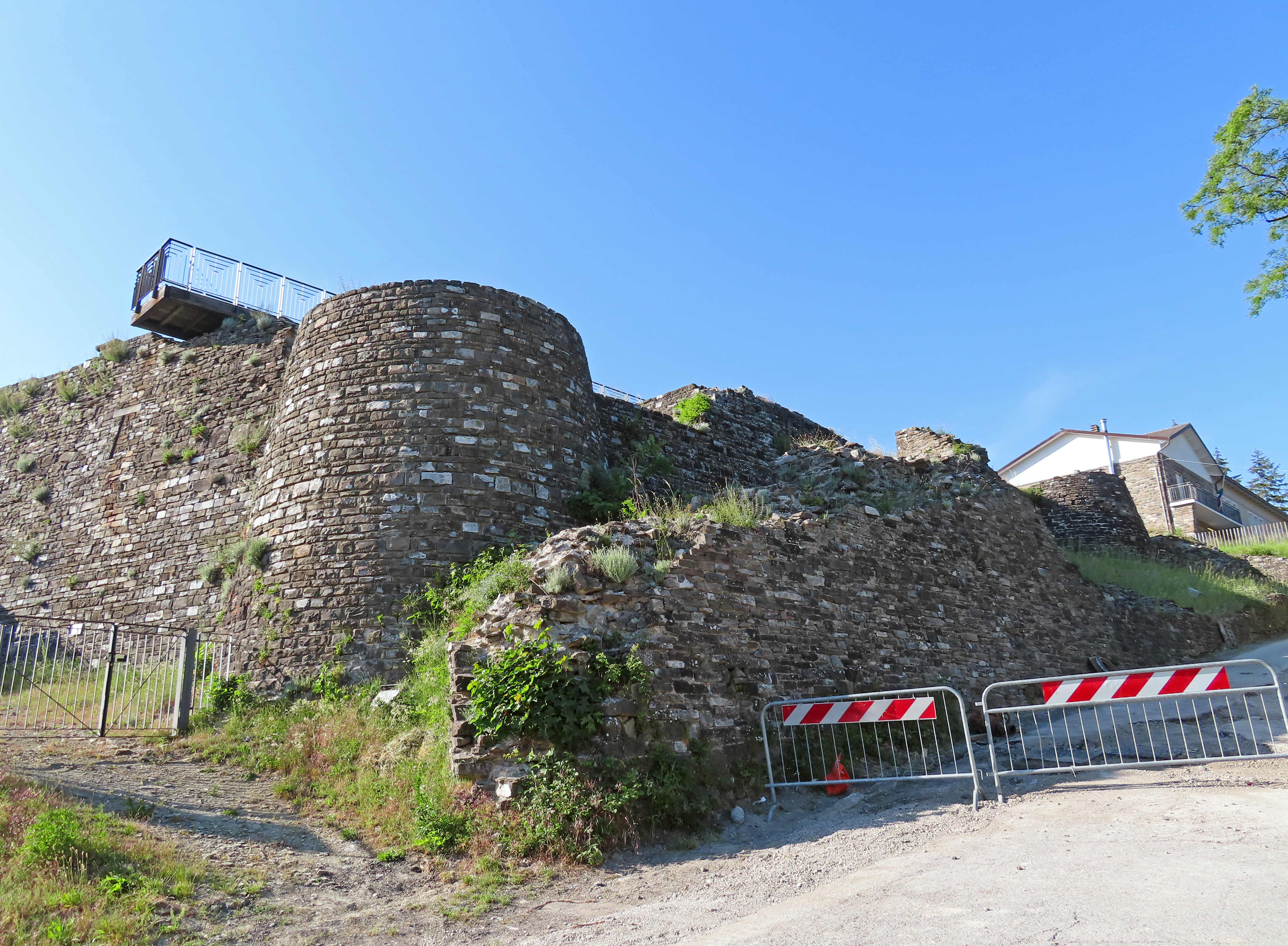
Lato est

Il maestoso castello in pietra, di cui restano soltanto parti delle mura esterne, tracce delle suddivisioni interne ed alcune scale, si sviluppa in posizione sopraelevata, lungo il pendio; i tre spigoli riaffiorati, dei quattro complessivi esistenti in origine, mostrano le basi delle alte torri circolari che un tempo si elevavano a difesa della struttura.

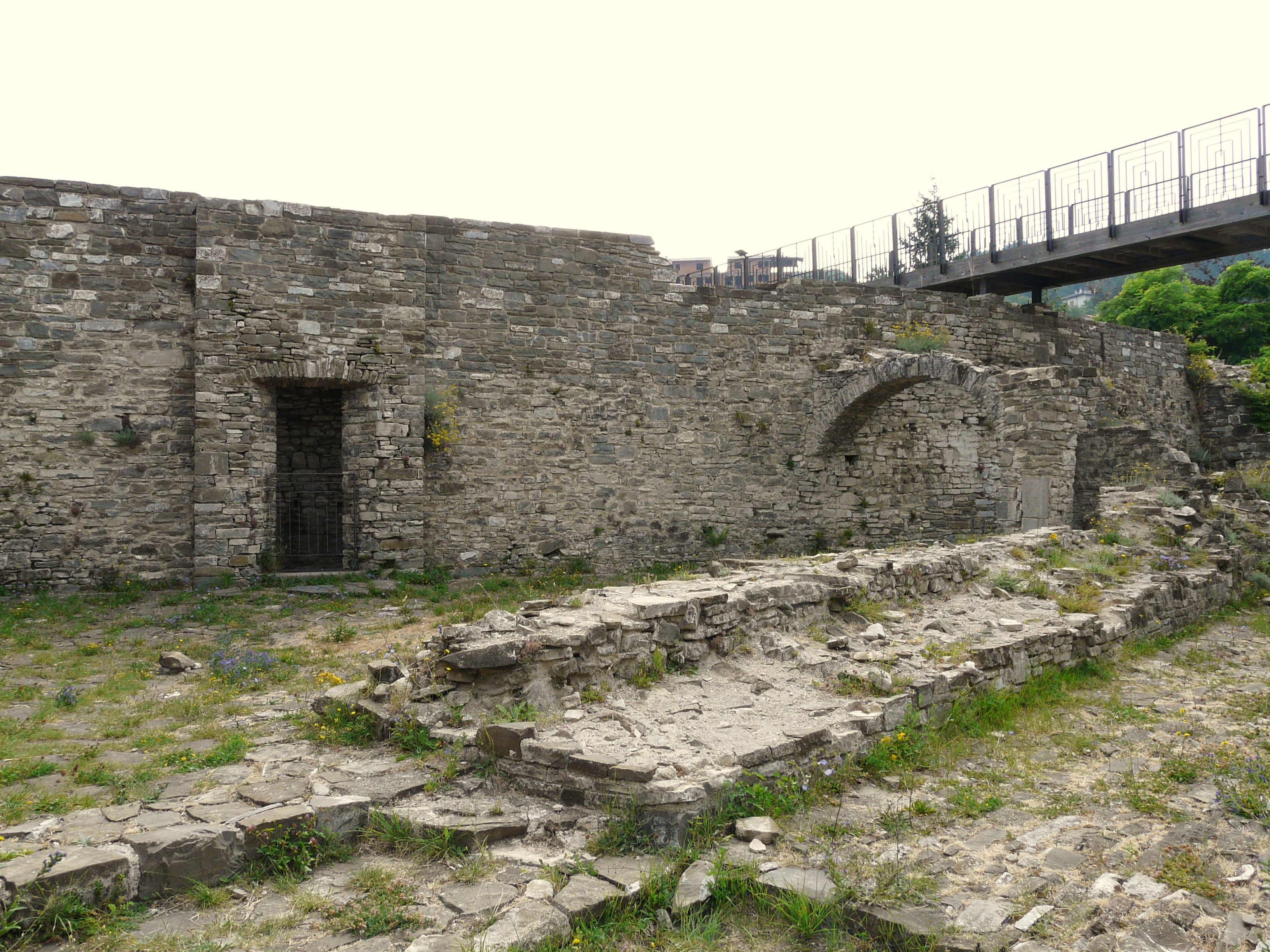
Cortile interno

La facciata principale si innalza sulla fronte meridionale, verso il borgo; in posizione decentrata e sopraelevata è collocato il portale d'accesso ad arco a sesto acuto, raggiungibile attraverso una moderna scalinata metallica aggiunta durante i lavori di restauro; in origine tuttavia erano complessivamente quattro gli ingressi, ma degli altri rimangono solo poche tracce.
All'interno si accede ad un piccolo cortile, corrispondente al livello delle antiche prigioni e delle scuderie; su un lato si innalza una rampa di scale in pietra sorretta da alcune arcate, che oggi conduce alle passerelle in legno e metallo che si sviluppano al di sopra delle rovine. Sono in tal modo visibili i pozzi, i perimetri dei muri ed il basamento del maestoso mastio che un tempo si ergeva al centro del castello; la complessa suddivisione degli spazi deriva probabilmente dalle modifiche compiute nei secoli di utilizzo, quando la struttura era dotata di una triplice cerchia muraria.